# شاتو دو بی

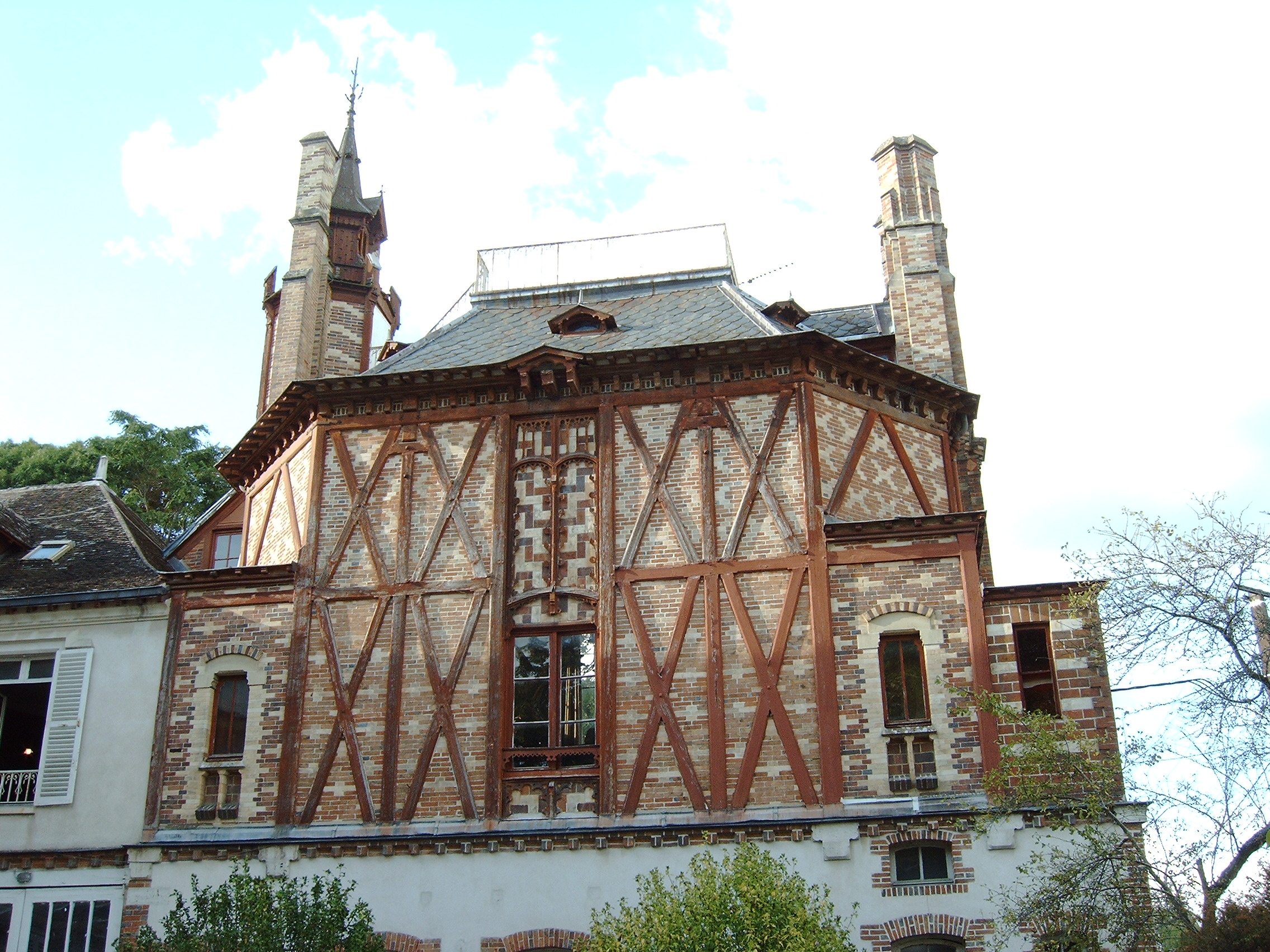

شاتو دو بَی (به فرانسوی: Château de By)، یا قلعه بای یا موزه آتلیه رزا بونور (به فرانسوی: Musée de l'atelier Rosa Bonheur)، نام موزه‌ای در شهر تومری در بخش فرانسوی سن-ا-مارن، در حاشیه جنگل فونتن‌بلو می‌باشد. نام این بنا، از شهر قدیمی بای در نزدیکی شهر تومری گرفته شده‌است. این قلعه در سال ۲۰۱۶ برای بازسازی بسته شد اما از آن زمان دوباره باز شده‌است.

## تاریخچه
این ساختمان در سال ۱۸۵۹ توسط نقاش فرانسوی حیوانات رزا بونور خریداری شد و وی کارگاه خود را به آنجا منتقل نمود. بونور که در سن ۳۷ سالگی در اوج محبوبیت بود، تصمیم گرفت ساختمان را به مدت چهل سال خانه و استودیوی خود کند. جهت دسترسی داشتن به کارگاهی وسیع، به سبک معماری نئوگوتیک با فضا و نور مورد نیازش، قلعه را بازسازی کرد. ملکه اوژنی دو مونتیژو، همسرامپراتور، نشان لژیون دونور را در سال ۱۸۶۵، در همین قلعه به وی اعطا نمود.
این موزه عمدتاً شامل اشیایی است که به زندگی روزمره بونور مربوط می‌شود (از جمله لباس بومی آمریکایی که بوفالو بیل به او داده‌است). ساختمان مذکور از زمان مرگ بونور در سال ۱۸۹۹، به غیر از فروش تمام نقاشی‌هایی که زمانی متعلق به آن بود، تا به امروز بدون تغییر باقی مانده‌است. این بنا در سال ۲۰۱۱ در فهرست «خانه‌های مشاهیر» قرار گرفت، اگرچه املاک اطراف آن در تابستان ۲۰۱۴ به فروش رفت.